# Notocrangon antarcticus
Notocrangon antarcticus is een garnalensoort uit de familie van de Crangonidae. De wetenschappelijke naam van de soort werd als Crangon antarcticus in 1887 gepubliceerd door Pfeffer.